# Willemsveen
Willemsveen was een gepland ontginningsdorp tussen Heusden en Neerkant in de Nederlandse provincie Noord-Brabant. In 1949 werd de Kardinaal Mindszentyschool geopend. De plannen om een kerk te bouwen zijn nooit tot uitvoering gebracht.
Na de oorlog nam de levensvatbaarheid van Willemsveen hard af. De voornaamste reden was de stopzetting van de Peelontginning, waardoor er minder arbeiderskrachten in de regio nodig waren. De andere reden was de algemene trend van schaalvergroting: omdat de bevolking mobieler werd en meer behoefte aan voorzieningen had, bestond er minder behoefte aan kleine lokale kernen. Ten slotte was voor de Tweede Wereldoorlog de weg tussen Heusden en Meijel een van de belangrijkste noord-zuidverbindingen naar Limburg, die voor veel horeca zorgden. Met de komst van de A2 is deze functie komen te vervallen. Vanwege de afnemende leerlingenaantallen is de school in 1982 gesloten en nadien gesloopt.
Willemsveen is niet erkend als buurtschap, en wordt daarom zelden op kaarten vermeld. Informeel wordt de benaming nog steeds veel gebruikt door de regio. Het enige formele onderscheid tussen Willemsveen en de omliggende dorpen was het netnummer; tot Operatie Decibel was dat 04935.